# Diabelski kijek

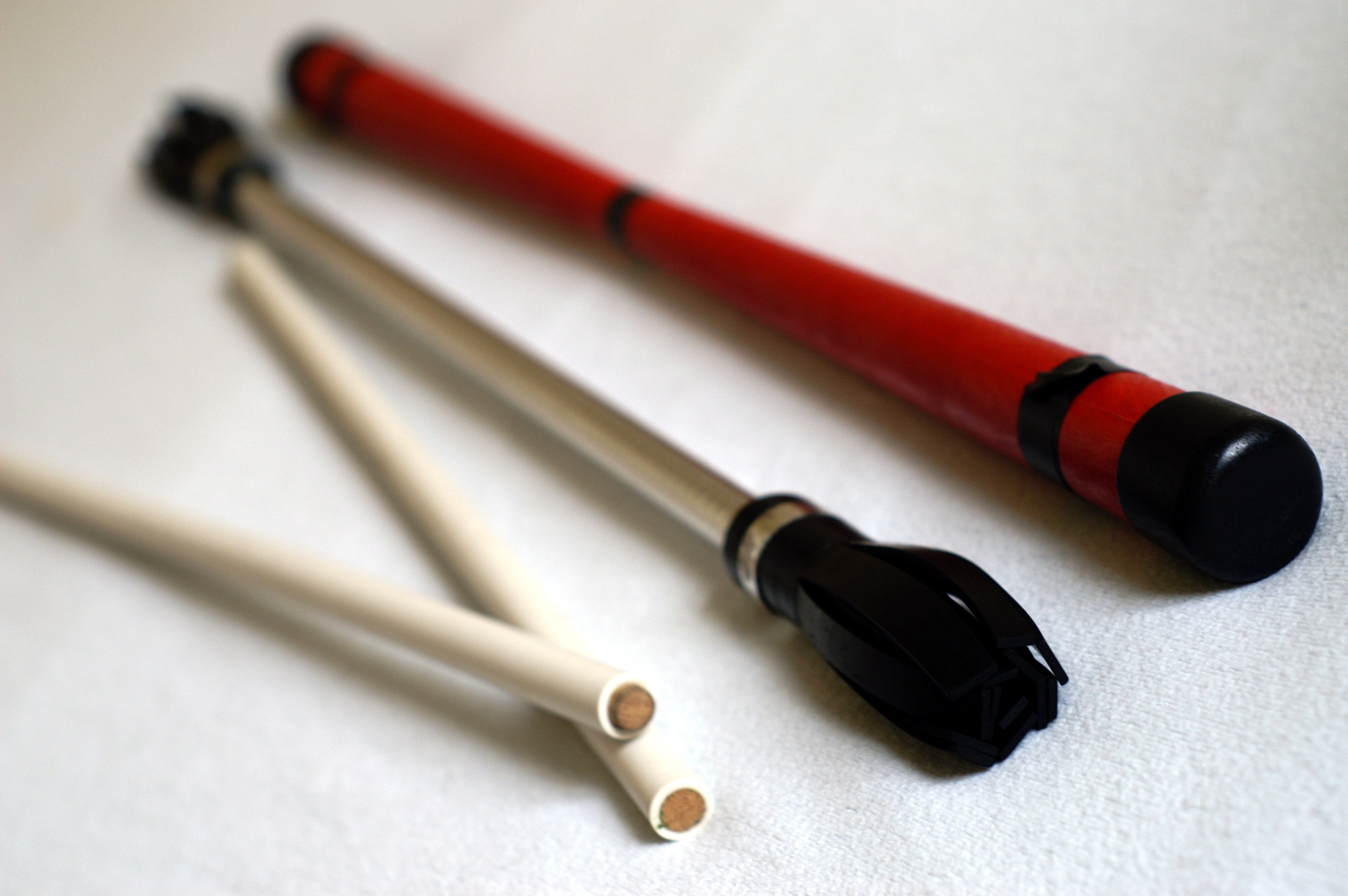
Diabelski kijek (z prawej), flowerstick (w środku) oraz dwa patyczki do sterowania (handsticki)

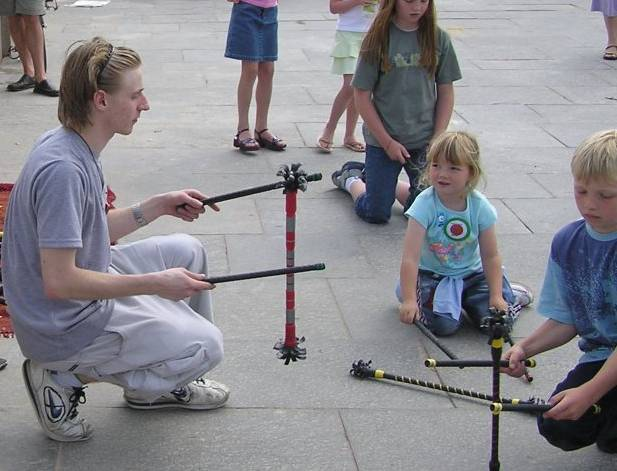
Żonglerka przy pomocy diabelskich kijków

Diabelski kijek (l.mn. diabelskie kijki; ang. devilstick) – rodzaj sprzętu do wykonywania cyrkowych pokazów z zakresu żonglerki.
Pokaz polega na utrzymaniu w powietrzu większego kijka wyłącznie przy użyciu mniejszych kijków, za pomocą których wykonuje się obracanie, podrzucanie oraz szereg innych zręcznościowych sztuczek.

## Historia
Żonglerka przy pomocy "diabelskich pałeczek" rozwijana jest od stuleci, a tajniki tej sztuki w wielu krajach przekazywane są z pokolenia na pokolenie.
Przypuszcza się, że devilsticki pochodzą z Afryki (ok. 3000 lat p.n.e.), także w egipskich grobowcach znajdują się malowidła przedstawiające ludzi żonglujących kijami.
Historycy twierdzą, że "diabelskie pałeczki" zawędrowały jedwabnym szlakiem z Kairu aż do Chin. Do końca nie jest rozstrzygnięte, czy Chińczycy sami opracowali techniki diabelskich kijków, czy zostały one przywiezione z innego regionu świata. Jednak nie ma wątpliwości, że były tam już ok. 2000 lat p.n.e.
Powszechnie uważa się, że do Europy sprowadził je Marco Polo, który zabrał je ze sobą podczas jednej z podróży po krajach Orientu. Kijki w żonglerce są używane w Europie od czasów renesansu.
Osiągnęły także ogromną popularność w latach 60. XX wieku, szczególnie wśród młodych ludzi w USA, którzy dawali pokazy swoich umiejętności podczas wielkich plenerowych imprez i festiwali.
Obecnie devilsticki cieszą się coraz większą popularnością wśród amatorów, którzy traktują je jako hobby i dobrą zabawę.

## Diabelski zestaw
Zestaw składa się z jednej pałeczki ok. 60–120 cm długości oraz dwóch kijków sterujących stosowanych do manipulowania, na ogół o średnicy ok. 1 cm i 30–50 cm długości. Pałeczka centralna (często nazywana "główną" lub po prostu "drewnem") jest w niektórych przypadkach zwężona od końca do środka, zazwyczaj ma około 3 cm średnicy na końcach i 1,5 cm w środku.
Długości kijków sterujących (ang. hand sticks) są bardzo zróżnicowane od ok. 0,30 m aż do ekstremalnych rozmiarów.

## Rodzaje

### Devil stick
Diabelski kijek ma kształt wydłużonej klepsydry, jest  często toporny, nieco śliski. Ścięty koniec daje wiele możliwości balansowania nim zarówno na głowie, ręce czy bucie, jak i na handstickach.

### Flower stick
Kwiatowy kijek kształtem bardziej przypomina swoich poprzedników, z tym że zamiast kamieni przyczepiane są płatki, które spowalniają jego ruch, przez co flowerstick jest dobry do nauki.

### Fire stick
Ognisty kijek – najprostsza wersja, budową zbliżona do pierwotnych devilsticków – zbudowany jest z rurki oraz materiału palnego przyczepionego na jego końcach.

### Fire-devil stick
Diabelski-ognisty kijek to wersja trudniejsza, zrobiona na wzór współczesnego devilsticka. Istnieją dwie formy takiego devilsticka: wersja z palnymi (tylko) końcami oraz wersja całopalna dla zawodowców.

### Fire-flower stick
Kwiatowy-ognisty kijek to wynalazek dla osób, które przyzwyczajone są do flowersticka. Ten różni się od firesticka tylko dodatkiem płatków, jednak nie robi to większej różnicy, gdyż sam ogień ma bardzo podobne działanie, znacznie spowalniając ruch kijka.

### Glow stick
Świetlny kijek to flowerstick lub devilstick z przyczepionymi pojemnikami ze światłem chemicznym na końcach.

### UFO stick
Kijek UFO na końcach ma przyczepione migające diody oraz inne świetliste devilsticki, których kształt na ogół przypomina rurkę ze światłem, rozszerzoną na końcach.